# Cetim
Der Ort Cetim ist eine Wüstung im heutigen Landkreis Mecklenburgische Seenplatte im südlichen Mecklenburg-Vorpommern.

## Überliefertes
Cetim wurde im Jahr 1257 erstmals erwähnt und befand sich in der Nähe von Schwarz (Mecklenburg). Die letzte Überlieferung des Ortsnamens, als Cethim, stammt aus dem Jahr 1288. Der Zeitraum und die Ursachen für die Aufgabe des Dorfes ist nicht bekannt.

## Lage
Der zwei Kilometer südlich von Schwarz gelegene Zethner See beinhaltet in seinem Namen eine Abwandlung des Ortsnamens Cetim (vermutlich als Zethen). Es ist daher wahrscheinlich, dass dieser Ort in Ufernähe des Zethner Sees angesiedelt war.

## Ortsname
Der Ortsname hat einen slawischen Ursprung und bezeichnet einen Familien- oder Sippennamen.